# Мидсомар
„Мидсомар“ (на шведски: Midsommar) шведско-американски филм на ужасите от 2019 година на режисьора Ари Астер.
Първоначално планиран като хорър филм, развиващ се сред шведски окултисти, впоследствие в основата на историята се установява и разпадаща се любовна връзка, след като самият режисьор преживява такава.

## Сюжет
Младата студентка Дани Ардор (Флорънс Пю) е травматизирана след като психично болната и сестра се самоубива и убива родителите си чрез задушаване с въглероден оксид. Нейният приятел Кристиан (Джак Рейнър) получава покана от състудента си Пеле да се включи в празника на лятното слънцестоене в специално селище в Швеция, където се води комунален начин на живот. Според него този празник се състои веднъж на всеки 90 години. Първоначално Кристиан не казва за планираното пътешествие на приятелката си, но впоследствие тя разбира и решава да се включи. Освен тях към Швеция заминават и още няколко техни приятели.
Преди да се присъединят към комуната групата взима магически гъби, като Дани получава неприятно изживяване. След като се присъединяват към селището на Пеле, студентите се натъкват на група езичници живеещи по техни правила и разбирания. Изненадата им става все по-голяма след като участват в първите традиционни обичаи съпътстващи празника на лятното слънцестоене.